# 前田俊夫
前田 俊夫（まえだ としお、本名：河崎 俊夫、1953年9月18日 - ）は、日本の漫画家。大阪府出身、大阪府立布施工業高等学校中退。

## 概要
小学校入学前から漫画に親しむ。1969年に高校に入学し、高校2年生の時に『少年ジャンプ』（集英社）誌上で南波健二がアシスタントを募集しているのを知り、応募したところ採用される。その後、高校を中退し上京、南波プロで3年間学ぶ。独立後、20歳の時に『コミックmagazine』（芳文社）掲載の『角帽紅蓮隊』でデビュー。
主に成人向け漫画を描く。伝奇バイオレンスを得意とし、『La☆BlueGirl』『妖獣教室』『KOJI～快楽殺人調査官～』『超神伝説うろつき童子』といった多くの作品がアニメ化されている。また、触手責めという漫画のジャンルを広めたことでも知られており、これらの作品がエロティック・ホラーへ分類されることもある。作画担当作品には、『明日へキックオフ』や『悪霊島』がある。

## 作品リスト
- かまきり処女 - デビュー作『角帽愚連隊』収録。
- 開店荒らし
- 明日へキックオフ（1977年）、原作：梶原一騎、ヒットコミックス、全1巻（未完） - 『週刊少年キング』連載（唯一の少年誌連載作品）。
- 牝雀刑事 （1979年）、原作：三木孝祐、芳文社コミックス、全1巻
- 地獄の戦鬼 （1981年）、原作：東史朗、芳文社コミックス、全3巻 - 雑誌掲載時のタイトルは『タクシードライバー』
- 悪霊島（1981年）、原作：横溝正史、構成：橋本一郎、アクションコミックス、全2巻
- 欲望の罠 （1982年）、Comic Pack、全1巻
- 悪玉水滸伝（1983年）、原作：西塔紅一、ジョイコミックス、全1巻
- 欲望の輪舞（1983年）、Comic Pack、全1巻
- 地獄のキッス（1983年）、Joy Comics、全1巻
- 欲望の謝肉祭（1984年）、原作：渡純平、Comic Pack、全1巻
- 欲望の狂宴（1984年）、原作：渡純平、Comic Pack、全1巻
- 欲望の黙示録（1986年）、原作：渡純平、Comic Pack、全1巻
- 超神伝説うろつき童子（1986年）、ワニマガジンコミックス、全6巻 - 『漫画エロトピア』1984～1986年連載。
- 風雲黒頭巾（1987年）、全3巻
- にっぽん色魔党 - 原作：渡純平、『漫画エロトピア』1982～1983年連載。
- 血の罠（1987年）、全6巻 - 『漫画エロトピア』1981年頃連載。
- HABUが行く（1987年）、ワニマガジンコミックス、全2巻
- アドベンチャーKiD（1988年）、ワニマガジンコミックス、全4巻 - 『漫画エロトピア』1987年頃連載。
- 外道学園（1988年）、ツカサコミックス、全1巻
- 夢宙チャイルド（1988年）、タツミコミックス、全1巻
- 超獣伝説（1988年）、Million Comics、全1巻
- 肉マンでゴー（1988年）、ワニブックス、全2巻
- 鬼狩り（1988年）、Pyramid Comics、全1巻
- 妖獣教室（1989年）、全2巻
- La☆BlueGirl（『淫獣学園』のタイトルでOVA化、1989年）、SPコミックス全2巻、シュベールコミックス全4巻
- 淫獣の天使（1989年）、Men's Comics、全1巻
- 邪聖剣ネクロマンサー（1989年）、宝島コミックス、全1巻
- 魔童戦士（1990年）、タツミコミックス、全1巻
- 弾かれた放課後（1990年）、全1巻
- おっかけ堕天使（1990年）、Gekiga King Comics、全1巻
- エデンの風（1990年）、Gekiga King Comics、全1巻
- 機甲人類伝BODY（1991年）、ワニマガジンコミックス、全2巻
- 魔ジカル姉妹（1991年）、全1巻
- 真・超神伝説 うろつき童子 魔胎伝（1993年）、アクションカメラコミックス、全2巻
- 鬼の小太郎（1993年）、シュベールコミックス、全2巻
- 里香と地雷也（1993年）、シュベールコミックス、全1巻
- 略奪都市（1993年）、シュベールコミックス、全2巻
- ころがり釘次女体指南 （1996年）、コアコミックス、全4巻
- 快感セラピスト（1998年）、Kyun Comics、全1巻
- 快楽仕事人（1999年）、シュベールコミックスDX、全1巻
- 他に各出版社のコンビニコミックの作画